# راکول پریت سینگ
راکول پریت سینگ (به انگلیسی: Rakul Preet Singh) (زاده ۱۰ اکتبر ۱۹۹۰) بازیگر هندی است.
از فیلم‌هایی که وی در آن نقش داشته است می‌توان به دوستی اشاره کرد.

## فیلم‌شناسی
فهرست برخی از فیلم‌هایی که راکول پریت سینگ در آن‌ها به ایفای نقش پرداخته است:
- شکستن همه موانع-۲۰۱۲
- کتاب-۲۰۱۳
- قطار ونکاتادری-۲۰۱۳
- چیزی تصادفی-۲۰۱۴
- دوستی-۲۰۱۴
- خشن-۲۰۱۴
- باهوش-۲۰۱۴
- رعد و برق-۲۰۱۴
- جشن پیروزی-۲۰۱۵
- لگد ۲-۲۰۱۵
- تقدیم به پدرم-۲۰۱۶
- مرد عدالت-۲۰۱۶
- برنده-۲۰۱۷
- مسیر عشق-۲۰۱۷
- عنکبوت-۲۰۱۷
- عشق من جانکی-۲۰۱۷
- دلیر-۲۰۱۷
- تغییر چهره-۲۰۱۸
- ن. ت. ر: قهرمان-۲۰۱۹
- دو-۲۰۱۹
- عشقت را به من بده-۲۰۱۹
- ان‌جی‌کی-۲۰۱۹
- خدای عشق ۲-۲۰۱۹
- دارم می‌میرم-۲۰۱۹
- فلفل دلمه‌ای-۲۰۲۰
- کیش و مات-۲۰۲۱
- نوه بزرگ سردار-۲۰۲۱
- چرای جنگلی-۲۰۲۱
- حمله: قسمت ۱-۲۰۲۲
- باند ۳۴-۲۰۲۲
- عروسک خیمه‌شب‌بازی-۲۰۲۲
- دکتر جی-۲۰۲۲
- خدا را شکر-۲۰۲۲
- هندی ۲-۲۰۲۳
- دختر چترفروش-۲۰۲۳
- دوستت دارم-۲۰۲۳
- بیگانه-۲۰۲۴